# Pedra Branca (Paraíba)
Pour les articles homonymes, voir Pedra Branca.
Pedra Branca est une ville brésilienne de l'ouest de l'État de la Paraíba.
Sa population était estimée à 3 745 habitants en 2007. La municipalité s'étend sur 194 km2.